# Papuapsylla maxima
Papuapsylla maxima är en loppart som beskrevs av Mardon 1976. Papuapsylla maxima ingår i släktet Papuapsylla och familjen Stivaliidae. Inga underarter finns listade i Catalogue of Life.